# Música atonal

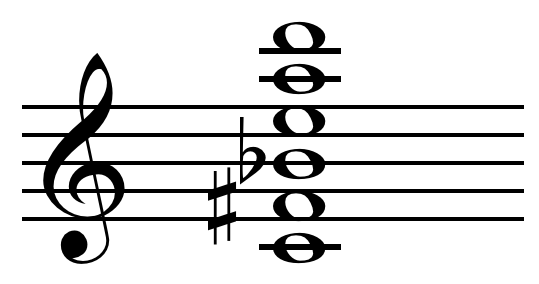
Alexander Scriabin's mystic chord.

Música atonal, em seu sentido mais amplo, é a música desprovida de um centro tonal, ou principal, não tendo, portanto, uma tonalidade preponderante.  Atonalidade, neste sentido, geralmente se aplica a composições escritas de 1908 até aos dias atuais, embora anteriormente já  fosse usada com menos frequência. 
Na música atonal, as notas da escala cromática trabalham independentemente uma da outra (Anon. 1994). Em sentido mais restrito, musica atonal é aquela que não se conforma com o sistema de hierarquias que caracterizam a música tonal clássica europeia, produzida entre os séculos XVII e XIX (Lansky, Perle e Headlam 2001). 
Em sentido ainda mais restrito, música atonal se refere à música que não é tonal nem serial, em especial a música pré-dodecafônica da Segunda Escola de Viena, principalmente a de Alban Berg, Arnold Schoenberg e Anton Webern (Lansky, Perle e Headlam , 2001).
Segundo John Rahn, no entanto, "como rótulo categorial, atonal geralmente significa apenas que a peça se insere na tradição ocidental e não é tonal "(Rahn 1980, 1). "O serialismo surgiu em parte como um meio de organizar de forma mais coerente as relações utilizadas na música pré-serial atonal livre (...) Assim, muitos esclarecimentos úteis e fundamentais, até mesmo sobre a música estritamente serial, dependem apenas de teoria atonal básica."(1980 Rahn, 2) 
Entre o fim do século XIX e o início do século XX, compositores como Alexander Scriabin, Claude Debussy, Béla Bartók, Paul Hindemith, Sergei Prokofiev, Igor Stravinsky e Edgard Varèse escreveram música que tem sido descrita, no todo ou em parte, como atonal (Baker 1980 e 1986; Bertram 2000; Griffiths 2001, 1983 Kohlhase; Lansky e Perle 2001; 2004 Obert; 1974 Orvis; Parks, 1985; 2000 Rülke; 1995-1996 Teboul, Zimmerman 2002). 

## História
Embora a música sem um centro tonal já tivese sido escrita anteriormente - por exemplo, na Bagatelle sans tonalité, de Franz Liszt, em 1885 - foi no século XX que o termo atonalidade começou a ser aplicado especialmente  às peças escritas por Arnold Schoenberg e às da Segunda Escola de Viena. 
Essas obras surgiram a partir do que foi descrito como a "crise da tonalidade" entre o final do século XIX e início do século XX na música erudita europeia. Esta situação foi se acentuando  historicamente através da utilização crescente, ao longo do século XIX, de 
acordes ambíguos, menos inflexões harmônicas prováveis e inflexões melódicas e rítmicas as mais incomuns possível dentro do estilo[s] da música tonal. A distinção entre o normal e o excepcional se tornou cada vez mais difícil e, como resultado, houve um afrouxamento dos laços sintáticos através dos quais tons e harmonias se relacionavam entre si. As conexões entre as harmonias eram incertas, mesmo no nível mais elementar de acorde a acorde. Nos níveis mais elevados, os relacionamentos harmônicos e suas implicações tornaram-se tão frágeis que quase não funcionavam. Na melhor das hipóteses, as possibilidades do sistema desse estilo tornaram-se obscuras; na pior das hipóteses, elas foram se aproximando de uma uniformidade que oferecia poucas orientações tanto para a composição quanto para escuta.  
A primeira fase, conhecida como "atonalismo livre" ou "cromatismo livre", envolveu uma tentativa consciente de evitar a harmonia diatônica tradicional. Obras desse período incluem a ópera Wozzeck (1917-1922), de Alban Berg, e Pierrot Lunaire (1912), de Schoenberg. 
A segunda fase, iniciada após a I Guerra Mundial, é marcada por tentativas de criar um método sistemático de compor  sem tonalidade. O mais famoso é o método de composição com doze tons ou técnica dodecafônica. Esse período incluiu Lulu e a Suíte Lírica, de Berg, o Concerto para Piano de Schoenberg, seu oratório Die Jakobsleiter e numerosas pequenas peças, assim como seus dois últimos quartetos para cordas. Schoenberg foi o maior inovador do sistema. Anton Webern foi seu aluno.
Olivier Messiaen, seria tomado como inspiração para o serialismo (du Noyer 2003, 272). 
A palavra atonalidade surgiu como um termo pejorativo para condenar a música na qual os acordes eram organizados aparentemente sem coerência. Na Alemanha nazista, a música atonal foi atacada como "bolchevique" e rotulada como degenerada (Entartete Musik). Muitos compositores tiveram suas obras proibidas pelo regime, e essas obras não puderam ser tocadas antes do fim da Segunda Guerra Mundial. 
A Segunda Escola de Viena, e particularmente a composição de doze tons, foi assumida pelos compositores de vanguarda na década de 1950 como a base da música nova, que levou ao serialismo e outras formas de inovação musical. No pós-guerra, destacaram-se, entre os  compositores dessa vertente, Pierre Boulez, Karlheinz Stockhausen, Luciano Berio, Krzysztof Penderecki e Milton Babbitt. Muitos compositores escreveram música atonal após a guerra, incluindo Elliott Carter e Witold Lutoslawski. Após a morte de Schoenberg, Igor Stravinsky começou a escrever músicas com uma mistura de elementos de música serial e música tonal (du Noyer 2003, 271). Iannis Xenakis compunha com base em fórmulas matemáticas e viu também a expansão das possibilidades tonais como parte de uma síntese entre o princípio hierárquico e a teoria dos números - princípios que têm dominado a música pelo menos desde o tempo de Parmênides (Xenakis 1971, 204) .

## Compositores que escreveram música atonal
- Alban Berg
- Anton Webern
- Arnold Schoenberg
- Béla Bartók
- Charles Ives
- Claude Debussy
- Franz Liszt
- Igor Stravinsky
- John Cage
- Karlheinz Stockhausen
- Krzysztof Penderecki
- Luciano Berio
- Paul Hindemith
- Sergei Prokofiev

### Brasil
- Agnaldo Ribeiro
- Almeida Prado
- Arrigo Barnabé
- Flo Menezes
- Itamar Assumpção
- Jamary Oliveira
- Jocy de Oliveira
- Jorge Antunes
- Lindembergue Cardoso
- Marlos Nobre
- Paulo Costa Lima
- Wellington Gonçalves
- Willy Corrêa de Oliveira